# Socha svatého Jana Nepomuckého (Bílý Potok)
Socha svatého Jana Nepomuckého je skulptura nacházející se v obci Bílý Potok ve Frýdlantském výběžku Libereckého kraje na severu České republiky. Stojí přibližně ve středu obce východně od zdejšího kostela Nejsvětější Trojice u komunikace odbočující ze silnice II/290. Po stranách v těsném sousedství sochy stojí dvě mohutné lípy. Skulptura je zařazena mezi kulturní památky České republiky.

## Historie
Zbudovat ji nechal roku 1767 před svým domem čp. 15 tehdejší zdejší rychtář Johann Kaspar Krause. V letech 1901 a 1932 prošla socha rekonstrukcemi. Další obnovu podstoupila skulptura na počátku 21. století, kdy ji roku 2002 za finanční pomoci místního okresního úřadu rekonstruoval akademický malíř a sochař Ivan Hamáček.

## Popis
Kamenná (pískovcová) socha stojí na podstavci ze žuly. Zobrazuje světce v jedné z typických barokních podob. Postava je oděna v kanovnické roucho, které tvoří klerika či rocheta. Na hlavě má kněžskou pokrývku hlavy (tak zvaný kvadrátek) a oběma rukama svírá krucifix.